# 上松布利克山

上松布利克山（德語：Hoher Sonnblick），是奧地利的山峰，位於該國中部，由薩爾茨堡州負責管轄，屬於戈爾德貝格山脈的一部分，距離霍夏恩山2.4公里，海拔高度3,106米，每年平均降雨量2,176毫米。